# Christine Simon
Christine Simon, née le 1er janvier 1951 dans le 20e arrondissement de Paris, est une actrice française, connue pour avoir joué dans le feuilleton télévisé Vive la vie de 1966 à 1970.

## Biographie
Christine Simon commence à pratiquer la danse dès l'âge de 5 ans, avec pour professeur Serge Perrault, le frère de Lycette Darsonval. À huit ans, elle débute sur la scène de l'Opéra de Paris. De 1959 à 1962, elle joue dans Carmen, la Tosca, Lucia di Lammermoor, puis joue l'un des enfants de Jason dans Médée où son nom sera inscrit dans le programme pour la 1re fois.

## Filmographie

### Cinéma
- 1962 : Le Mannequin de Belleville, de Jean Douchet : Louise
- 1963 : Un gosse de la butte, de Maurice Delbez : Thérésa
- 1964 : L’Âge ingrat, Réalisateur de Gilles Grangier : Florence Malhouin
- 1967 : Les Risques du métier, d'André Cayatte : Brigitte
- 1968 : Adélaïde, de Jean-Daniel Simon : Buxy
- 1969 : La Voie lactée, de Luis Buñuel : Thérèse
- 1973 : L'Histoire très bonne et très joyeuse de Colinot trousse-chemise, de Nina Companeez
- 1973 : Il n'y a pas de fumée sans feu, d'André Cayatte : Nun
- 1981 : Autopsie d'un complot, de Slim Riad : Sylvie

### Télévision
- 1964 : Le Théâtre de la jeunesse : le Magasin d'antiquités, téléfilm de René Lucot, d'après le roman de Charles Dickens : Nell
- 1964 : Poly et le secret des sept étoiles, série télévisée de Claude Boissol : Stella
- 1965 : Le Théâtre de la jeunesse : David Cooperfield, téléfilm de Marcel Cravenne, d'après le roman de Charles Dickens : Émilie
- 1965 :  Maigret et les témoins, téléfilm de René Lucot : Christine
- 1965 : Des fleurs pour l'inspecteur (Les Cinq Dernières Minutes, épisode no 36, TV) de Claude Loursais : Clarence
- 1965 : Poil de Carotte, téléfilm de Serge Grave d'après le roman de Jules Renard : Ernestine
- 1965 : L'Or de Troie[2], téléfilm de Guy Casaril : Minna, enfant
- 1965 : Cette nuit-là, téléfilm de Guy Casaril : Isabelle
- 1966 : Partir en paix, téléfilm de Maurice Delbez : Martine
- 1966 : Thierry la Fronde : Le Drame de Rouvres, de Pierre Goutas : Marguerite de Bourgogne
- 1966 : Allô Police, série télévisée de Pierre Goutas : Sylvie
- 1966 : Comment ne pas épouser un milliardaire, série télévisée de Roger Iglessis
- 1966 : Vive la vie 1, série télévisée de Joseph Drimal : Claudie
- 1966 : Rouletabille chez le Tsar, série télévisée de Pierre Goutas d'après le roman de Gaston Leroux : Catherina
- 1966 : Le Capitaine Fracasse, téléfilm de Philippe Joulia d'après le roman de Théophile Gautier : Chiquita
- 1967 : Les Habits noirs, série télévisée de René Lucot : Fanchette
- 1967 : Vive la vie 2, série télévisée de Joseph Drimal : Claudie
- 1967 : Le Meunier, son fils et l'Âne, téléfilm de R. Marzelle d'après la fable de Jean de La Fontaine
- 1968 : Provinces, épisode Une île, de Danid Leconte : Valérie
- 1968 : Don Juan revient de guerre, téléfilm d'Yves-André Hubert : Mireille
- 1969 : Vive la Vie 3, série télévisée de Joseph Drimal : Claudie
- 1970 : Mauregard, série télévisée de Claude de Givray : Léontine jeune
- 1972 : Les Boussardel, mini-série de René Lucot : Clémence
- 1972 : Pot-Bouille, série télévisée d'Yves-André Hubert, d'après le roman d’Émile Zola : Angèle
- 1973 : Au théâtre ce soir : Jean-Baptiste le mal-aimé d'André Roussin, m. e. s. Louis Ducreux, captation de Georges Folgoas : Menou
- 1974 : Nans le berger, série télévisée de Roland-Bernard : Arnaude
- 1974 : N'oubliez pas que nous nous aimons, téléfilm de Luc Godevais : Christiane
- 1977 : Au théâtre ce soir : Les Choutes, de Barillet et Grédy, m. e. s. Michel Roux, captation de Pierre Sabbagh : Claudie
- 1978 : Au théâtre ce soir : La Plume, de Barillet et Grédy, m. e. s. Michel Roux, captation de Pierre Sabbagh : Minouche
- 1978 : Brigade des mineurs, épisode La Neige de Noël, de Michel Wyn : Françoise
- 1981 : Mon meilleur Noël l'enfant de cœur, téléfilm de Jacques Cornet : Mado
- 1982 : Les Mariés de l’an 2000, téléfilm de Philippe Pouzenc : Patricia
- 1985 : Extérieur Nuit, épisode La nuit souterraine de Philippe Pouzenc : Christine
- 1985 : Rue Carnot, de Pierre Goutas : Christiane
- 1990 : Tribunal, épisode L'Engagement de  Christiane Spiero : Mme Pascalon
- 1990 : Marc et Sophie, série de Dominique Masson : Jakie St Durant

## Théâtre
- 1970/1971 : On ne sait jamais de André Roussin, Tournée Herbert /Karsenty : Frédéric
- 1971 :  Le mystère de La charité de Jeanne d'arc de Charles Péguy, Studio des Champs Élysées : Hauviette
- 1972 : Les soldats arrivent de Georges Astalos, m. e. s. de Petrika Ionesco, Salle Adyar, Paris
- 1973 : Jean-Baptiste le mal-aimé d'André Roussin, m. e. s. Louis Ducreux : Menou
- 1977 : Les Choutes, de Barillet et Grédy, m. e. s. Michel Roux : Claudie
- 1978 : La Plume, de Barillet et Grédy, m. e. s. Michel Roux : Minouche

## Discographie
- 1970 : Mademoiselle Môme / L'île Saint-Louis (45 tours)